# Tortricidia bicolorata
Tortricidia bicolorata är en fjärilsart som beskrevs av Barnes och Mcdunnough 1912. Tortricidia bicolorata ingår i släktet Tortricidia och familjen snigelspinnare. Inga underarter finns listade i Catalogue of Life.